# 7-es busz (Szekszárd)
A szekszárdi 7-es buszjárat a Tesco áruház és az Ipartelep kapcsolatát látja el munkanapokon. A 7-es járatok a városi déli lakótelepeit kötik össze a belvárossal valamint kapcsolatot biztosít az Iparteleppel. A korábban a város egyik meghatározó vonala 2024-re lényegében mára csak munkanapokon biztosít alapszolgáltatást.

## Története
A 7-es járat vonalán régen a 10-es buszok közlekedtek. A 10-es buszok az 1970-es évek közepén indultak meg az Autóbusz-állomás és az Alisca utcai lakótelep között. Ekkor még a Fűtőmű fordulóhoz sem tértek be, a  Kórház kerítése mellett álltak meg. A további útépítések és az üzemek fejlesztésével útvonala az 1980-as években bővült. Már a Tejüzemtől indultak járatok a Csatári lakótelepre.
A vonal utasforgalma fokozatosan csökkent. Az ipari üzemek bezárása és az É-D tengelyen közlekedő buszok sűrítésével a 7-es járatot egyre kevesebben vették igénybe. A járat körjáratban napi 14 járattal biztosított teljes lefedést a déli városrész és belváros között az Autóbusz-állomással és a keleti iparterülettel együtt 2023 augusztusáig.

2023 augusztus 12-től a korábban 14 db körjárattal (egyik leghosszabb járati útvonallal rendelkező) rendelkező 7-es buszcsoport szenvedte el a legnagyobb csökkentést. A járatok körjárakénti közlekedése is ekkor szűnt meg, helyette mindössze 4+3 járatpár maradt meg munkanapokon főként az iparterületi üzemek műszakváltásaihoz igazodva. Hétvégén a vonalon járatok nem közlekedtek. Betétjárata a 7A ekkor teljesen meg is szűnt. A járatcsökkentések és vonalbezárások hatására a Munkácsy utca buszforgalma eljelentéktelenedett. A megszűnő 7A betétjáratok helyett a Tesco áruháztól induló 9-es járatok feladata lett az Alisca utca kieső részének és a Fűtőmű (Kilátó utca) környékén lakók kiszolgálása.

2024 október 7-től a vonalon közlekedő járatok indításszámai megemelkedtek egyes járatok újra körjáratban közlekednek. Éjszakai betétjárata az új 17-es vonal lett, mely egy járattal biztosítja az ipartelepen dolgozók éjszakai hazajutását az Autóbusz-állomás -> Tolnatej Zrt. -> Páskum utca -> Autóbusz-állomás -> Szent István tér -> Széchenyi utca -> Béri Balogh Ádám utca -> Alisca utca (igény esetén -> Kilátó utca -> Béla király tér -> Kisbödő -> Hosszú-völgy) útvonalon haladva.

## Útvonala
- Tesco áruház
- Csatári forduló
- Alisca utca
- Munkácsy utca
- Béla király tér
- Szent László utca
- Széchenyi utca
- Szent István tér
- Autóbusz-állomás
- Epreskert utca
- Aranytó utca
- Páskum utca
- Autóbusz-állomás

| Tesco Áruház - Alisca u. - Munkácsy utca - Szent László utca - Szent István tér - Autóbusz-állomás → Tolnatej Zrt. → Autóbusz-állomás: | Autóbusz-állomás → Tolnatej Zrt. → Autóbusz állomás - Szent István tér - Szent László utca - Munkácsy utca - Alisca u. - Tesco áruház: |
| --- | --- |

## Megállóhelyei
| sz. | megállóhely neve          | Menetidő (perc) | Menetidő (perc) | átszállási kapcsolatok | intézmények                  |
| --- | ------------------------- | --------------- | --------------- | ---------------------- | ---------------------------- |
| 0   | Tesco áruház              | 0               | 27              |                        | Obi\| McDonalds\|Park Center |
| 1   | Alisca utca 44-46.        | ∫               | 25              |                        |                              |
| 2   | Csatári forduló           | 2               | ∫               |                        |                              |
| 3   | Alisca utca               | 4               | 24              |                        |                              |
| 4   | Alisca utca trafóház      | 5               | 23              |                        |                              |
| 5   | Kilátó utca (volt Fűtőmű) | 7               | 21              |                        |                              |
| 6   | Munkácsy utca             | 8               | 20              |                        |                              |
| 7   | Béla király tér           | 10              | 18              |                        |                              |
| 8   | Szent László utca         | 11              | 16              |                        |                              |
| 9   | Posta                     | 12              | ∫               |                        |                              |
| 10  | Liszt Ferenc tér          | ∫               | 14              |                        |                              |
| 11  | Szent István tér          | 14              | 13              |                        |                              |
| 12  | Autóbusz-állomás          | 16              | 11              |                        |                              |
| 13  | Epreskert utca            | 19              | 3               |                        |                              |
| 14  | Aranytó utca              | 20              | 4               |                        |                              |
| 15  | Tolnatej Zrt.             | 21              | 5               |                        |                              |
| 16  | Béke-telep                | 23              | 7               |                        |                              |
| 17  | Páskum utca               | 24              | 8               |                        |                              |
| 18  | Autóbusz-állomás          | 27              | 0               |                        |                              |